# 포드 프릭

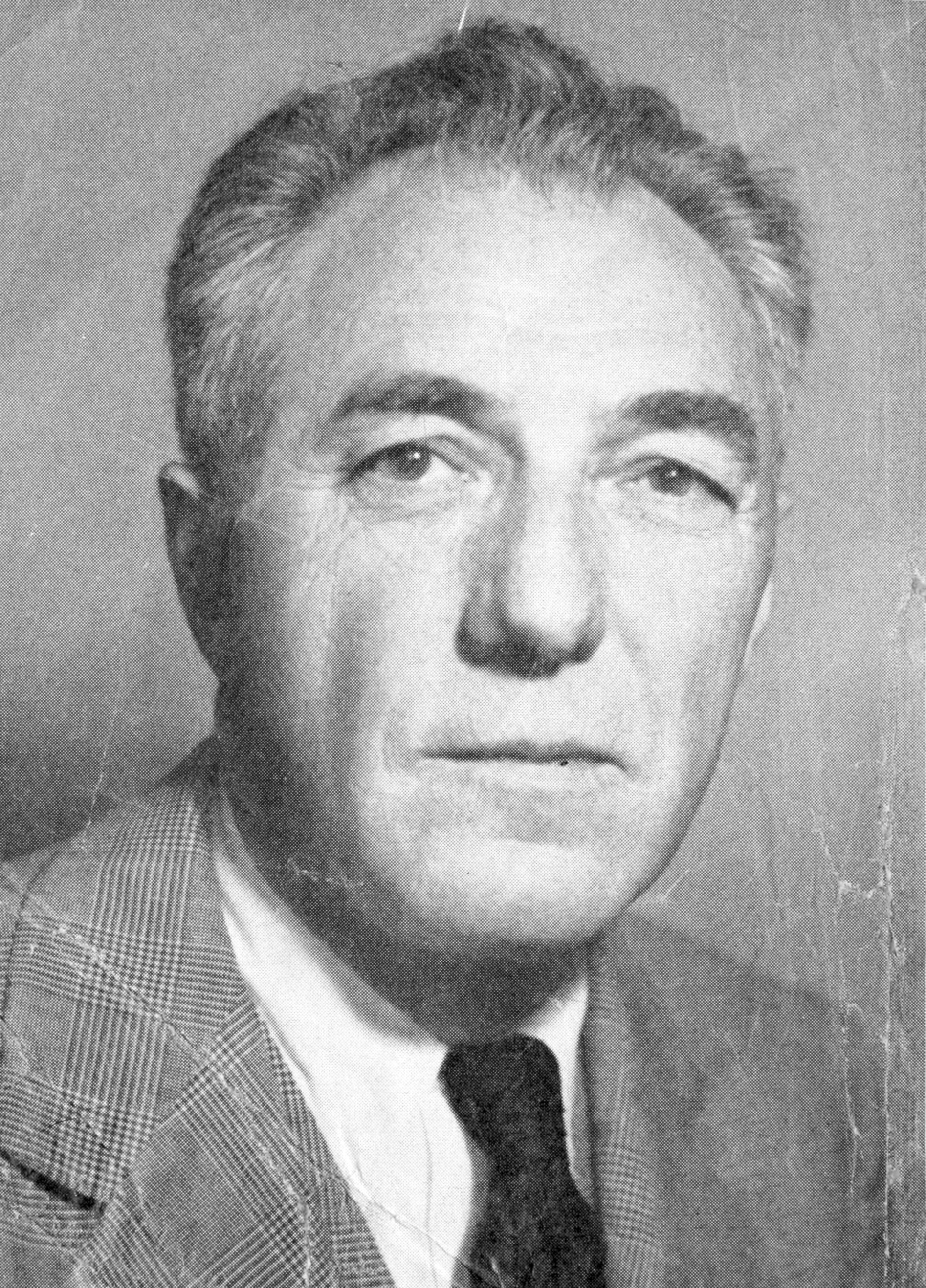
1962년 커미셔너 시절 프릭

포드 프릭(Ford Frick) 또는 포드 크리스토퍼 프릭(Ford Christopher Frick, 1894년 12월 19일 ~ 1978년 4월 8일)은 미국의 스포츠 기자이자 야구 행정가이다. 교사와 뉴욕 아메리칸의 스포츠 기자로 일한 후, 그는 내셔널 리그(NL)의 홍보 이사를 거쳐 1934년부터 1951년까지 리그 회장을 역임했다. 그는 1951년부터 1965년까지 메이저 리그 베이스볼 (MLB)의 세 번째 커미셔너였다.
프릭이 내셔널 리그 회장으로 재임하는 동안, 그는 야구 역사상 최고의 선수들을 기리는 박물관인 미국 야구 명예의 전당 설립에 중요한 역할을 했다. 그는 메이저 리그의 인종 통합에 대한 선수들의 파업 위협을 진압했다. 프릭이 커미셔너로 재임하는 동안 확장이 이루어졌고 MLB는 의회로부터 반독점 면제를 철회당할 위협에 직면했다. 그는 1970년 야구 명예의 전당에 헌액되었다. 포드 C. 프릭상은 뛰어난 MLB 중계자들을 인정한다.

## 초기 생애
프릭은 인디애나주 와와카의 한 농장에서 태어났고, 인디애나주 롬 시티에서 고등학교를 다녔다. 그는 포트웨인의 인터내셔널 비즈니스 칼리지에서 수업을 들은 후 풍차 엔진을 만드는 회사에서 일했다. 그는 드포 대학교에 다녔고, 그곳에서 드포 야구팀의 1루수로 뛰었고 육상 경기에 참가했다. 그는 1915년에 졸업했다. 그는 파이 카파 프시 형제회 회원이었다. 프릭은 콜로라도로 가서 월센버그에서 준프로 야구를 했다.
야구 선수 생활을 마친 프릭은 콜로라도스프링스에 살았다. 그는 콜로라도스프링스 고등학교와 콜로라도 칼리지에서 영어를 가르쳤다. 프릭은 더 가제트에서 스포츠와 뉴스를 취재하며 부업을 하다가 제1차 세계 대전이 끝날 무렵 미국 전쟁부에서 일하기 위해 떠났다. 전쟁이 끝난 후 프릭은 덴버에서 록키 마운틴 뉴스에서 일했다. 프릭은 콜로라도스프링스로 돌아와 이브닝 텔레그래프에 취직했고, 이브닝 텔레그래프는 나중에 더 가제트와 합병되었다. 이 무렵 그는 자신의 광고 대행사를 시작하는 것을 고려하기도 했다.
1921년, 홍수로 푸에블로의 많은 부분이 황폐해졌다. 다른 기자들이 홍수를 취재하기 위해 비행기를 타고 왔을 때, 그들의 비행기가 진흙 투성이가 되어 푸에블로에 발이 묶였다. 프릭은 조종사를 고용하여 그곳으로 날아갔지만, 착륙하는 대신 도시 상공을 낮게 선회하면서 프릭은 메모와 사진을 찍었다. 그는 다른 기자들보다 하루 일찍 기사를 제출할 수 있었다. 홍수에서 얻은 인지도는 프릭이 1922년 뉴욕 아메리칸에서 일자리를 얻는 데 도움이 되었다. 프릭은 또한 뉴욕의 WOR에서 방송인이기도 했다.

## NL 회장
1934년, 그는 내셔널 리그의 홍보 이사가 되었고, 그해 말에 리그 회장이 되었다.
1937년 6월, 카디널스 투수 디지 딘은 내셔널 리그와 프릭을 공개적으로 비판하기 시작했다. 이에 대해 프릭은 딘이 서면 사과를 할 때까지 그를 정지시키겠다고 말했다. 딘은 사과하지 않을 것이며, 정지 여부에 관계없이 1937년 올스타전을 보이콧하겠다고 밝혔다. 카디널스는 딘이 경기에 복귀할 수 있도록 프릭과 화해했다. 그는 올스타전에 출전했지만, 경기에서 발가락 부상을 입었다. 이 부상으로 인해 그의 투구 자세가 바뀌었고, 나중에 팔을 다쳐 올스타 기량을 되찾지 못했다.
미국 공산당 신문인 데일리 워커는 1937년 프릭에게 야구의 인종 통합 가능성에 대해 물었다. 프릭은 인종에 따라 선수들을 차별하는 규칙은 없다고 말했다. 그는 프로 야구는 능력, 좋은 습관, 강한 인격을 요구하며, 인종이 메이저 리그 선수의 선발에 영향을 미친 사례는 알지 못한다고 주장했다.
1930년대 후반, 프릭은 뉴욕주 쿠퍼스타운에 미국 야구 명예의 전당을 설립하는 데 중심적인 역할을 했다. 그는 인터내셔널 뉴스 서비스의 데이비스 월시, AP (통신사)의 앨런 J. 굴드, UPI의 헨리 L. 패럴을 포함한 주요 뉴스 통신사 대표들로 팀을 구성했다. 그들은 미국야구기자협회에 이 아이디어를 전달했고, 이 협회는 명예의 전당 선거의 투표 기관이 되었다.

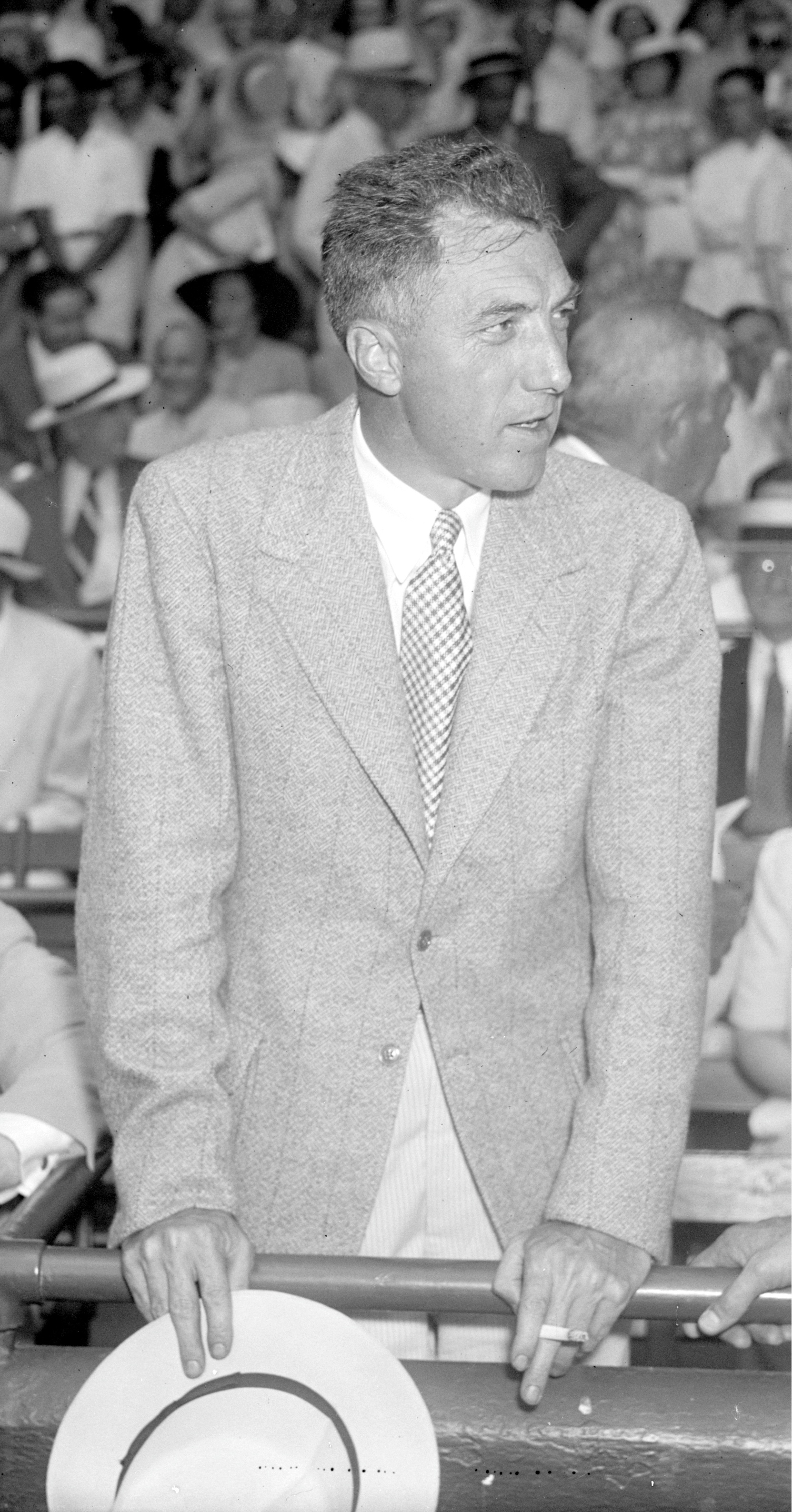
1937년 올스타전의 프릭

세인트루이스 카디널스의 여러 선수들이 재키 로빈슨의 야구 인종 장벽을 깨뜨린 것에 대해 항의하려 했을 때, 프릭은 관련된 모든 선수에게 출장 정지를 위협했다. 내셔널 리그 회장으로 재임하는 동안 프릭은 드포 대학교 이사회 이사로 재직했다. 그는 또한 학교 동창회 회장을 역임하며 드포 동창 기금 조성에 기여했다.
1951년, 일부 야구 구단주들은 해피 챈들러의 커미셔너 서비스에 불만을 품고 그의 계약 갱신을 원하지 않았다. 9월에 구단주들은 시카고 트리뷴이 "역대 최악의 꾸물거림"이라고 부른 12시간의 회의에서 챈들러를 대신할 프릭을 선출했다. 구단주들은 다섯 명의 익명 후보 중에서 프릭과 워런 자일스 두 명의 유력 후보로 빠르게 좁힐 수 있었다. 자일스가 후보에서 자신의 이름을 철회하기로 결정할 때까지 구단주들은 교착 상태에 빠졌다. 신시내티 레즈의 회장이자 단장이었던 자일스는 프릭의 뒤를 이어 내셔널 리그 회장이 되었다.

## 야구 커미셔너
프릭은 매년 65,000달러를 받는 7년 계약에 동의했다. 취임 당시 프릭은 자신이 후보라는 것을 알았음에도 불구하고 선출된 것에 놀랐다고 말했다. 그의 발표 직전에, 메이저 리그 팀 구단주들은 커미셔너 사무실이 두 개의 메이저 리그 팀이 있는 도시에 위치해야 한다고 투표했다. 프릭은 사무실을 신시내티에서 뉴욕으로 이전하기로 결정했다.
1957년, 프릭은 그 해 올스타전에서 조직적인 투표함 조작 캠페인을 다루었다. 이 캠페인에서는 대부분의 투표 용지가 신시내티에서 유래했으며, 내셔널 리그 팀은 레즈 선수들로 채워져 있었다. 이에 대해 프릭은 팬 투표를 무효화하고, 선발 라인업에서 레즈 선수 두 명을 제외하고 다른 팀에서 두 명의 교체 선수를 지명했다. 그리고 그는 팬들에게서 투표권을 빼앗고 남은 임기 동안 그 상태를 유지했다.
프릭은 아메리칸 리그와 내셔널 리그가 8개 팀에서 10개 팀으로 확장되는 과정을 주재했다. 야구의 반독점 면제를 철회하겠다고 위협하는 의회에 직면하여, 프릭은 처음에는 조직 야구 내에서 세 번째 메이저 리그의 발전을 선호했지만, 기존 리그 구단주들이 반대하고 자체 확장 계획을 추진하자 마음을 바꿨다. 확장 이후, 균형 잡힌 일정을 유지하기 위해 정규 시즌은 154경기에서 162경기로 연장되었다.
프릭의 비평가들은 때때로 그의 약점 중 하나로 무대책을 꼽았다. 작가들은 프릭이 야구 문제에 대해 무관심한 태도를 보인 것에 대해 종종 비난했다. 작가 제롬 홀츠먼은 프릭의 커미셔너 임기에 대해 "순조롭게 항해했으며 왕좌에서 거의 내려오지 않았다. 아래에서 벌어진 많은 싸움에 왜 참여하지 않았냐는 질문을 받으면 그는 종종 '그것은 리그 문제이다'라고 말했다... 돌이켜보면, 그는 자신의 역할을 이해하고 있었다. 그는 수호자였지, 차르가 아니었다."라고 묘사했다. 프릭의 비평가들은 또한 그가 1960년대 확장 팀을 어떻게 구성할 것인지와 같은 판결에서 내셔널 리그를 편애했다고 비난했다.

### "별표"
커미셔너로서 프릭의 가장 비판받는 결정은 베이브 루스와 로저 메리스의 단일 시즌 홈런 기록을 1961년에 시즌 길이에 따라 따로 기록하도록 야구 기록원들에게 요청한 것이었다. 프릭은 기자회견을 열어 선수가 기록 보유자로 간주되려면 첫 154경기에서 60개 이상의 홈런을 쳐야 한다는 판결을 발표했는데, 이로 인해 메리스가 새로 확장된 162경기 시즌에서 그렇게 했을 때 메리스의 기록 옆에 별표가 붙었다는 오해가 생겼다. 프릭은 실제로 "기록서"에 "눈에 띄는 표시"를 요청했고—별표 표시는 뉴욕 데일리 뉴스 스포츠 기자 딕 영이 즉시 제안했지만—MLB는 수년 후까지 어떠한 기록서도 직접적으로 통제하지 않았다. 이 모든 것은 단지 프릭의 제안일 뿐이었다. 비록 그와 루스가 친구였고, 프릭이 루스의 임종을 지켰을지라도, 그는 야구 커미셔너로서 이 모든 것을 그렇게 만들 권한이 없었다. 몇 년 안에 논란은 사그라들었고, 모든 저명한 야구 기록원들은 메리스를 단일 시즌 기록 보유자로 등재했다.

### 스트라이크 존 변경
1960년대 초반, 타자들의 개인적인 성과가 인상적으로 지배적이었다. 이 모든 것의 하이라이트는 의심할 여지 없이 로저 메리스가 베이브 루스의 단일 시즌 홈런 기록을 깬 것이었다. 메이저 리그 전역에서 홈런 수가 증가하는 것에 놀란 프릭은 1963년 시즌 이전에 스트라이크 존을 넓히는 데 구단주들이 동의하도록 설득했다. 이 변화는 타율과 득점의 상당한 감소로 이어졌다. 그 결과 이 10년 동안 최고 투수들에게는 놀라운 시대가 열렸지만, 관중 수는 정체되었다. 이러한 추세는 아메리칸 리그 팀들이 총 0.230을 기록한 1968년에 최고조에 달했다.
1년 후, 스트라이크 존은 이전 크기로 되돌아갔다.

### 은퇴
1960년, 프릭은 1965년에 계약이 만료되면 아마 은퇴할 것이라고 말했다. 그는 커미셔너 임기 동안 남은 목표는 확장 과정을 완료하고 의회가 각 야구 리그가 자체 TV 정책을 설정할 수 있도록 설득하는 것이라고 말했다.
그는 야구 명예의 전당과 계속 관계를 유지하여 1966년 이사회 의장을 역임하고 1966년부터 1969년까지 베테랑 위원회에서 활동했다. 프릭 자신은 1970년에 베테랑 위원회에 의해 야구 명예의 전당에 헌액되었다. 그는 1971년 명예의 전당 투표에서 메이저 리그 후보를 아무도 선출하지 않은 후 미국야구기자협회 회의에서 명예의 전당 투표자들을 꾸짖었다고 한다.

## 유산
야구 명예의 전당은 1978년에 포드 C. 프릭상을 제정했고, 이 상을 매년 야구 중계자에게 야구에 크게 기여한 공로로 수여한다. 프릭은 사후에 드포 대학교 체육 명예의 전당에 헌액되었다.
2001년 텔레비전 영화, 61*에서 프릭은 배우 도널드 모팻이 연기했다.

## 개인 생활
프릭은 1916년에 엘리너 카윙과 결혼했다. 그의 아들 프레드는 포덤 준비학교에서 미래의 야구 임원인 버찌 바바시와 함께 다녔다. 바바시는 법학 대학원에 갈 계획이었지만, 프릭은 그를 브루클린 다저스의 래리 맥페일에게 소개했고 바바시는 마이너 리그 야구에서 일자리를 얻어 조직 내에서 승진하기 시작했다.
프릭의 커미셔너 임기 말 무렵, 그는 콜로라도주 브로드무어에 두 번째 집을 구입했지만, 뉴욕에 본 거주지를 유지했다.
프릭은 1978년 4월 8일, 뉴욕주 브롱스빌의 한 병원에서 83세의 나이로 사망했다. 그는 말년에 여러 차례 뇌졸중을 앓았다. 그의 사망 소식에 보위 쿤 커미셔너는 프릭이 "오늘날의 격동과는 거리가 먼 청렴함, 헌신, 행복한 평온함을 야구에 가져다주었다"고 말했다. 그는 브롱스빌의 크라이스트 처치 콜럼바리움에 안장되었다.